# TD Waterhouse Cup 2003
TD Waterhouse Cup 2003 — тенісний турнір, що проходив на кортах з твердим покриттям у місті Лонг-Айленд, USA з 18 серпня . Належав до категорії ATP International Series, був турніром серії Winston-Salem Open 2003 року.

## Фінальна частина

### Одиночний розряд
Парадорн Шрічапхан —  Джеймс Блейк 6–2, 6–4

### Парний розряд
Роббі Куніґ /  Мартін Родрігес —  Мартін Дамм /  Цирил Сук 6–3, 7–6(7–4)